# Football Club Forward Morges
Il Football Club Forward Morges è una società calcistica svizzera con sede nella città di Morges del Canton Vaud, nel distretto di Morges del quale è capoluogo. Attualmente milita in 2. Liga ACVF, torneo dilettanti del campionato svizzero.

## Storia
Il club è stato fondato il primo agosto del 1899. Ha preso parte al campionato di Prima Lega dalla stagione 1937-1938, fino alla stagione 1941-1942. 

## Colori e simboli

### Colori
I colori della maglia del Farward Morges FC sono il bianco e il rosso a strisce verticali.  

### Simboli ufficiali

#### Stemma
Il simbolo del Farward Morges FC è composto da una "F" ondeggiante con in basso la scritta "Forward Morges 1899" in bianco su uno sfondo rosso.

#### Inno
Senza il testo dell'inno.

#### Mascotte
Non conosciuto.

## Strutture

### Stadio
Il Forward Morges FC gioca le partite casalinghe alle Installazioni sportive - Parc des Sports (600 posti).

### Centro di allenamento
Il Forward Morges FC svolge le sue sedute di allenamento alle Installazioni sportive - Parc des Sports